# 보르 (노르드 신화의 남신)
보르, 또는 부르(고대 노르드어: Borr; Burr→아들)는 노르드 신화에서 부리의 아들이며 베스틀라의 남편이고 오딘 형제의 아버지이다.

## 문헌상의 출전
보르는 《고 에다》 중 〈무녀의 예언〉 제4절과 《신 에다》 중 〈길피의 속임수〉 제6장에 언급된다.

### 무녀의 예언
| 노르드어 원문: Áðr Burs synir bjóðum umb ypðu, þeir er Miðgarð mæran skópu. | 영어 중역: 그리고 보르의 아들들이 평평한 땅을 끌어올리니, 장려한 중간계를 그들이 만들었도다. |  |

### 길피의 속임수
| 노르드어 원문: Hann [Búri] gat son þann er Borr hét, hann fekk þeirar konu er Bes[t]la hét, dóttir Bölþorns iötuns, ok fengu þau .iii. [þrjá] sonu, hét einn Óðinn, annarr Vili, .iii. [þriði] Vé. | 영어 중역: [부리가] 보르라는 아들을 낳고, 보르는 거인 볼소른의 딸인, 베스틀라라는 여자와 결혼하여, 세 아들을 낳았다. 첫째가 오딘, 둘째가 빌리, 셋째가 베이였다. |  |

그 이후로 보르는 더 이상 언급되지 않는다. 간혹 스칼드 시가나 에다 시가에서 오딘을 "보르의 아들"이라는 케닝으로 부르기도 하지만, 보르에 대한 정보는 오딘의 아버지라는 것 외에는 얻을 수 있는 것이 없다.

## 신화 해석
노르드 신화에서 보르의 역할은 불분명하다. 19세기 독일의 야코프 그림은 보르를 타키투스의 《게르마니아》에 언급되는 만누스와 동일시했다. 19세기 아이슬란드의 고고학자인 피누르 마그누손은 보르가 태고의 사람들이 본 거대한 산 또는 산맥의 상징이라고 보았는데, 그 산맥은 곧 코카서스산맥으로, 페르시아어로는 "보르즈"(Borz)라고 불린다. 이는 노르드어 "보르"(Borr)의 소유격과 동일하다. 보르의 아내인 베스틀라 또는 벨스타는 거인 볼소른의 딸인데, 피누르는 이것이 곧 알프스 산맥의 얼음덩어리를 나타내는 것이라고 보았다. 그러다 4년 뒤 출간된 Lexicon Mythologicum에서 피누르는 보르는 대지를 상징하고 베스틀라는 대양을 상징한다고 학설을 수정했다.

## 참고 자료
- Brodeur, Arthur Gilchrist (transl.) (1916). The Prose Edda by Snorri Sturluson. New York: The American-Scandinavian Foundation. Available online.
- Bellows, Henry Adams (1923). The Poetic Edda. New York: The American-Scandinavian Foundation.
- Björnsson,Eysteinn (ed.) (2005). Snorra-Edda: Formáli & Gylfaginning : Textar fjögurra meginhandrita.
- Finnur Jónsson (1931). Lexicon Poeticum. København: S. L. Møllers Bogtrykkeri.
- Grimm, Jacob (1883). Teutonic Mythology, Vol. I. London: G. Bell and Sons.
- Lindow, John (2001). Handbook of Norse Mythology. Santa Barbara: ABC-CLIO.
- Lorenz, Gottfried (1984). Gylfaginning. Darmstadt: Wissenschaftliche Buchgesellschaft.
- Magnuson, Finnur (1824). Eddalaeren og dens oprindelse, Vol. I.
- Mallet, M. (1847). Northern Antiquities. London: Henry G. Bohn.
- Nordal, Sigurd (1980). Völuspá. Darmstadt: Wissenschaftliche Buchgesellschaft.
- Simek, Rudolf (1988). Lexikon der germanischen Mythologie. Stuttgart: Alfred Kröner.
- Thorpe, Benjamin (1851). Northern Mythology. London: Edward Lumley.